# Profundulus
Profundulus is een geslacht van straalvinnige vissen uit de familie van Midden-Amerikaanse killivisjes (Profundulidae).

## Soorten
- Profundulus candalarius Hubbs, 1924
- Profundulus guatemalensis (Günther, 1866)
- Profundulus hildebrandi Miller, 1950
- Profundulus kreiseri Matamoros, Schaefer, Hernández & Chakrabarty, 2012
- Profundulus labialis (Günther, 1866)
- Profundulus oaxacae (Meek, 1902)
- Profundulus portillorum Matamoros & Schaefer, 2010
- Profundulus punctatus (Günther, 1866)